# Variaciones sobre un tema de Chopin (Mompou)
Las Variaciones sobre un tema de Chopin es una obra para piano solo de Federico Mompou. Se basa en el Preludio en la mayor, Op. 28, n.º 7, de Frédéric Chopin.
Comenzó como una pieza para violonchelo y piano, escrita en colaboración entre Mompou y el violonchelista Gaspar Cassadó. Los trabajos en esta versión de la pieza comenzaron en 1938, pero fueron abandonado. Mompou, a continuación, publicó cuatro variaciones para piano solo, pero con el incongruente título Tres Variaciones.
El ballet de Kenneth MacMillan La casa de los pájaros, que emplea las orquestaciones de John Lanchbery de varias piezas para piano de Mompou, había sido estrenado en el Sadler's Wells de Londres en 1955, y fue también llevada a cabo en el 4.º Festival de Música y Danza en Granada. Más tarde, el Royal Ballet de Londres le pidió a Mompou que compusiese otro ballet, con la esperanza de emular el éxito de La Casa de los Pájaros. Para esto, Mompou completó el conjunto completo de 12 variaciones en 1957. El nuevo ballet no llegó a producirse, y la música fue publicada en forma de Variaciones sobre un Tema de Chopin, sin ninguna referencia a la relación con el ballet.
La obra fue dedicada al amigo de Mompou, Pedro Masaveu, un banquero que puso a disposición de Mompou su casa para componer.

## Variaciones
- Tema. Andantino (la mayor),
- Variación 1. Tranquillo e molto amabile (la mayor),
- Variación 2. Gracioso (la mayor),
- Variación 3. Lento (re mayor, para la mano izquierda)
- Variación 4. Espressivo (fa mayor)
- Variación 5. Tempo di Mazurka (la mayor),
- Variación 6. Recitativo (sol menor)
- Variación 7. Allegro leggiero (la mayor),
- Variación 8. Andante dolce e espressivo (fa mayor)
- Variación 9. Valse (la mayor),
- Variación de 10. Évocation. Cantabile molto espressivo (fa sostenido menor; Mompou cita su propia Canción y Danza n.º 6; en la sección del medio, se cita el tema central de la Fantasía-Impromptu, Op. 66 de Chopin)
- Variación 11. Lento dolce e legato (fa sostenido menor)
- Variación 12. Galope y Epílogo (la mayor).[2]

## Arreglos
Se completó una orquestación, pero esto fue en gran medida el trabajo del conductor de Antoni Ros-Marbà.
El trabajo ha sido transcrito para dos guitarras por William Lovelady. Ha sido grabado por los hermanos Slava y Leonard Grigoryan.